# Penysarn
Penysarn är en by på ön Anglesey, i kommunen Isle of Anglesey, i Wales. Byn är belägen 226,1 km 
från Cardiff. Orten har 578 invånare (2016).